# 王隠
王 隠（おう いん、生没年不詳）は、中国東晋の歴史家。字は処叔。豫州陳郡陳県の人。『晋書』に伝が立てられている。父は王銓。

## 生涯
父の王銓は代々寒門の出であったが、年少から学問を好み、著述の志を持っていた。西晋に仕え、歴陽県令となった。私的に晋の事跡や功臣の行状を記録していたが、完成させることなく亡くなった。
王隠は、普段から自身を儒学の教えに従って律し、後ろ盾を持とうとせず、博学多聞であった。父の事業を受け継ぎ西晋の旧事をそらんじ、研究した。
建興年間に江南に逃れ、丞相軍諮祭酒涿郡の祖納と親しくなり、彼は王隠を元帝に推薦したが、東晋はいまだ草創の段階であり、史官が置かれていなかったため、取り上げられることはなかった。
大興元年（318年）、制度が整えられ、王隠は召されて郭璞と共に史官である著作郎となり、晋の史書を著すよう命じられた。また王敦の乱を平定するのに功績があったとして、平陵郷侯の爵位を賜った。時に著作郎の虞預は私的に晋書を纏めていたが、長江東南の生まれであったため、西晋の朝廷の事象を知らず、王隠のもとを何度も訪れ、彼の著書を盗み写した。この後に王隠は病にかかるが、豪族である虞預は貴人や権力者と交わりを結んでいたため、党派を組んで王隠を排斥し免職とした。
王隠は貧しく、史書を書くのに用立てる資産もなかったため、『晋書』を書き続けることができなかった。そこで武昌で征西将軍の庾亮を頼ると、彼が筆と紙を提供してくれたため、『晋書』を完成させることができ、咸康6年（340年）、宮中にこれを献上した。70歳余りになり家で亡くなった。
著作に『晋書』九十三巻、『交広記』、『蜀記』、などいずれも裴松之が『三国志』の注釈として引用している。その他に『王隠集』十巻がある。

## 評価
『史通』および房玄齢らによる『晋書』において、「王隠は著述を好んだものの、文章も音の響きも卑しく拙く、乱雑で非道徳である。その書（『晋書』）に見るべきところは父が書いたところであり、文章の混濁して意味が不可解なところは王隠の書いたところである」と、厳しい批判を載せられている。
裴松之も『三国志』に引用した注釈で厳しく批判しており、鍾会が龐徳の遺骸を鄴に埋葬した話を王隠の虚説と断じ、孫権が関羽を捕らえたおりに、殺すのを惜しみ臣下として用いようとした話では「智者の口を閉ざす所である」と、終始辛辣な言を添えている。

## 親族
兄は王瑚、字は処仲といい、王隠とは対照的に幼少から武節を重んじた。成都王司馬穎の挙兵にしたがって参軍となり、功績を積み游撃将軍となった。司隷校尉の満奮、河南尹の周馥らともに衛宮のそばの大司馬門に駐屯した。時に上官が専横を極めており、彼らはこれを排除しようと謀ったが、逆に誅殺された。